# Менендес, Эрминио
Эрми́нио Мене́ндес Родри́гес (исп. Herminio Menéndez Rodríguez; 20 декабря 1953, Мадрид) — испанский гребец-байдарочник, выступал за сборную Испании в начале 1970-х — середине 1980-х годов. Серебряный и бронзовый призёр летних Олимпийских игр, чемпион мира, многократный победитель регат национального значения.

## Биография
Эрминио Менендес родился 20 декабря 1953 года в Мадриде.
Благодаря череде удачных выступлений удостоился права защищать честь страны на летних Олимпийских играх 1972 года в Мюнхене — участвовал здесь в километровой программе двухместных и четырёхместных байдарок, тем не менее, в обоих случаях до финальных заездов не добрался.
Первого серьёзного успеха на взрослом международном уровне добился в 1975 году, когда попал в основной состав национальной сборной Испании и побывал на чемпионате мира в югославском Белграде, откуда привёз награды золотого и бронзового достоинства, выигранные в четвёрках на дистанции 1000 метрах и в эстафете 4 × 500 м соответственно. Год спустя прошёл отбор на Олимпиаду в Монреаль — в четвёрках на тысяче метрах завоевал серебряную медаль, пропустив вперёд лишь команду из СССР, тогда как в одиночках на пятистах метрах показал четвёртый результат, немного не дотянув до призовых позиций.
В 1977 году Менендес выступил на чемпионате мира в болгарской Софии, где стал бронзовым призёром в четвёрках на дистанциях 500 и 1000 метров. В следующем сезоне на мировом первенстве в Белграде в тех же дисциплинах взял серебро и бронзу, ещё через год на аналогичных соревнованиях в немецком Дуйсбурге добавил в послужной список ещё две бронзовые медали, выигранные в двойках на километре и десяти километрах.
Несмотря на то что Испания бойкотировала Олимпийские игры 1980 года в Москве по политическим причинам, Менендес всё-таки попал на эти Игры и выступил там под нейтральным олимпийским флагом, причём был знаменосцем на церемонии открытия. В двойках на пятистах метрах в паре с Гильермо дель Риего добился серебряной награды, в то время как в дойках на тысяче метрах совместно с Луисом Грегорио Рамосом получил бронзу. 
После трёх Олимпиад Менендес остался в основном составе национальной команды Испании и продолжил принимать участие в крупнейших международных регатах. Так, в 1982 году он стартовал на чемпионате мира в Белграде и выиграл бронзовую медаль в двойках в километровой дисциплине. Будучи одним из лидеров сборной, успешно прошёл квалификацию на Олимпийские игры 1984 года в Лос-Анджелесе, где, тем не менее, медалей не выиграл. В двойках остановился на стадии полуфиналов в программе 500 метров, в то время как на 1000 метрах в решающем заезде пришёл к финишу седьмым.
Завершив спортивную карьеру, работал чиновником в Олимпийском комитете Испании, занимал должность вице-президента Испанской федерации гребли на байдарках и каноэ.